# Rasputica

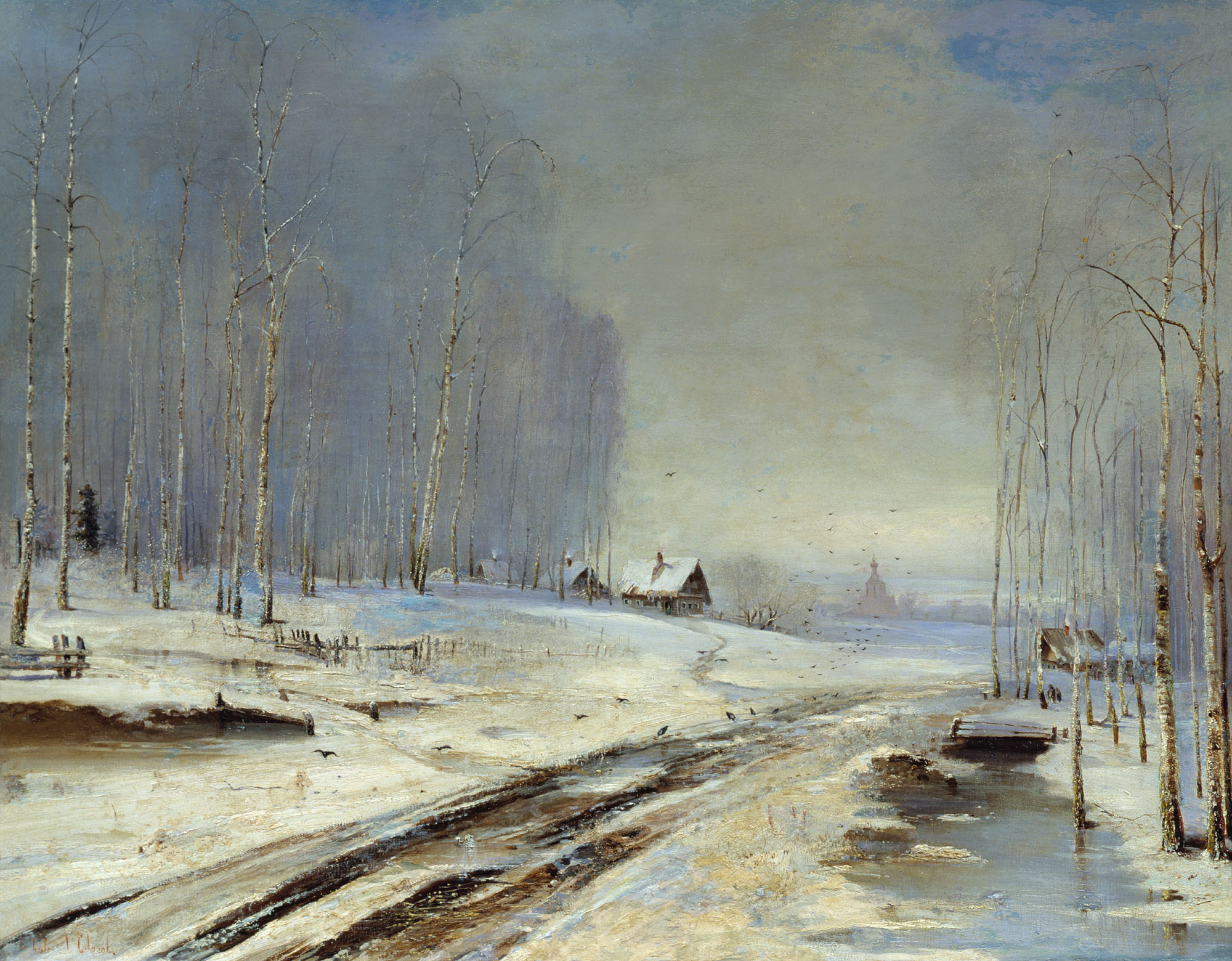
Rasputica (Moře bláta), 1894, Alexej Savrasov

Rasputica je výraz, který označuje jev vyskytující se v Rusku, Bělorusku a na Ukrajině pravidelně dvakrát do roka – na jaře a na podzim, kdy lze po nezpevněných cestách projít či projet jen s velkými obtížemi. Je to období, kdy se celý rovinatý terén těchto oblastí změní na blátivý a bažinatý, cesty nevyjímaje. Pojem se vztahuje na „jarní rasputicu“ i „podzimní rasputicu“ a na podmínky cest v tomto období.
Rasputica bývá na jaře silnější kvůli tajícímu sněhu a obvykle se opakuje na podzim v důsledku velkého množství srážek.
Období rasputice je známé především jako výhoda pro obránce během války a vícekrát pomohlo ruské straně zvrátit průběh války ve svůj prospěch. V letech Mongolského vpádu na Rus (1237–1240) chybělo tatarsko-mongolskému vojsku již jen sto verst k dosažení Novgorodu, ale kvůli jarní rasputici se mu to nepodařilo. Během invaze Napoleona do Ruska v roce 1812 znamenala rasputica pro francouzskou armádu překážku v jejím rychlejším pohybu a značné zpoždění v dosažení Moskvy, což se ukázalo mít fatální následky především při návratu (resp. ústupu) Francouzů zpět. Stejně tak ale v průběhu Listopadového povstání v Polsku (1830–1831) spoutala rasputica na celý měsíc před Varšavou ruské vojsko, které mělo povstání potlačit.
Podobně i během druhé světové války měsíc trvající období rasputice zpomalilo německý postup během bitvy o Moskvu v srdci Sovětského svazu; tento útok byl vyvrcholením celé operace Barbarossa. Těžká technika vázla v bahně, silně byla omezena mobilita vojsk. Německý postup byl nakonec zastaven sovětskými posilami přisunutými vlaky z Dálného východu a Sibiře.
V době ruského útoku na Ukrajinu začátkem roku 2022 mnoho mobilních jednotek ruské armády zůstalo odkázáno na hlavní komunikace, což vedlo k logistickým problémům a vystavilo je útokům obránců, kombinace těchto faktorů následně podstatně zpomalila jejich postup na Kyjev.

## Podobné termíny
Převzatý pojem ve finštině je rospuutto jako synonymum k kelirikko značícímu bezcestnost. Většina nezpevněných cest ve Finsku se mění na bláto. V minulých dobách je to dělalo prakticky nepoužitelnými; dnešní nezpevněné cesty jsou sjízdné, ale jsou extrémně kluzké.

## Rasputica a zima
Přestože v obecném kontextu se vztahuje na drsné podnebí Ruska, rasputica se nedává do souvislosti s konkrétními zimními podmínkami silniční dopravy – náledím. Tento pojem se používal v době před masovým používáním automobilů, v době saňové dopravy.

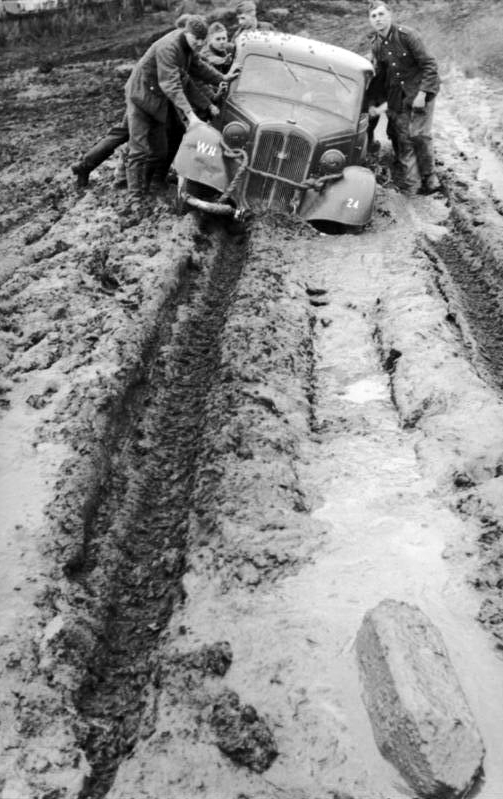
Východní fronta, němečtí vojáci tlačí automobil z bláta, říjen 1941
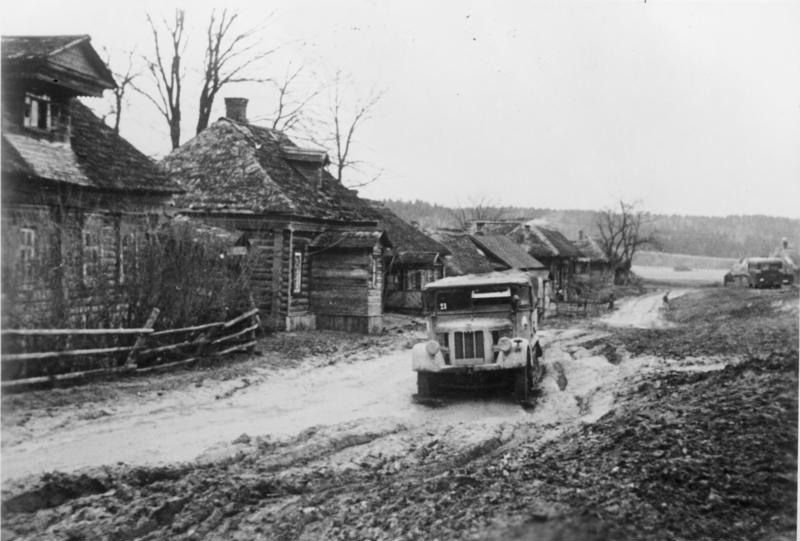
Vesnická silnice poblíž Moskvy, listopad 1941
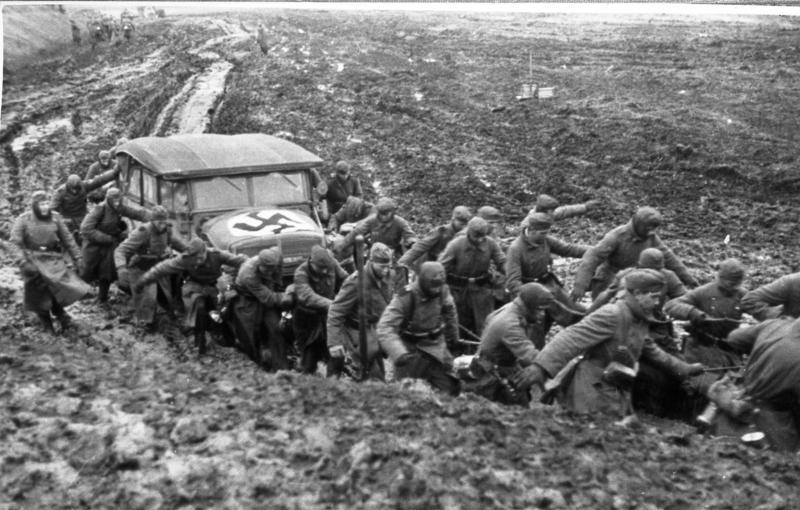
Další zapadlý automobil, listopad 1941
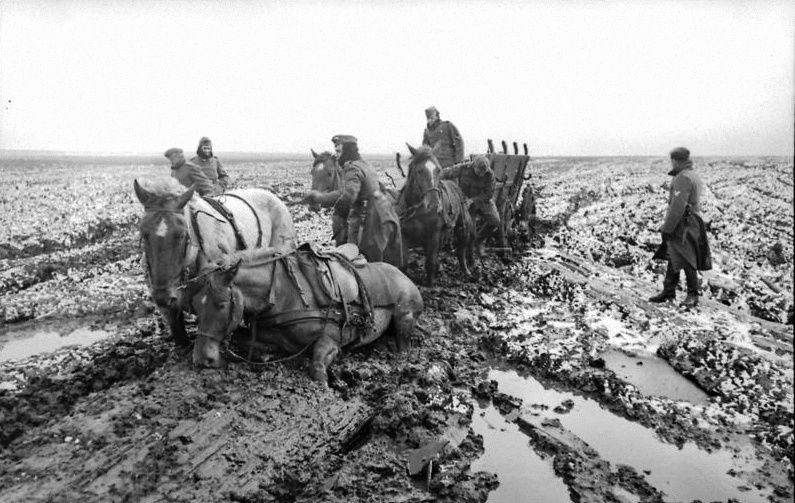
Německý povoz zapadl do bláta, březen-duben 1942
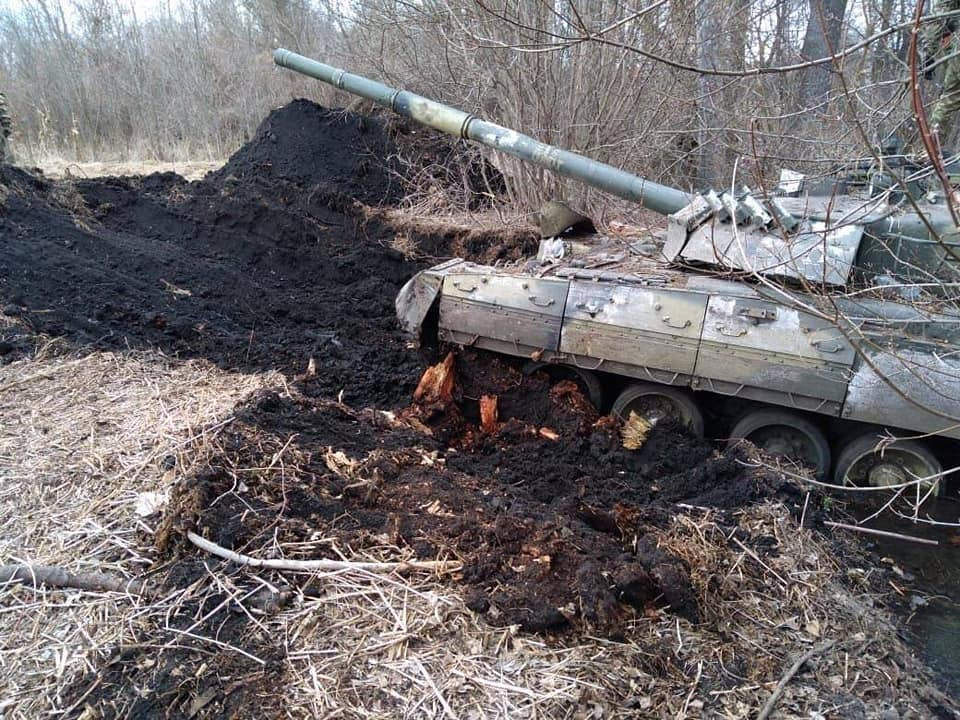
Ruský tank T-80 zapadlý na jaře 2022 v Charkovské oblasti